# Turkmenistan na Mistrzostwach Świata w Lekkoatletyce 2017
Turkmenistan na Mistrzostwach Świata w Lekkoatletyce 2017 – reprezentacja Turkmenistanu podczas Mistrzostw Świata w Londynie liczyła 1 zawodniczkę, która nie zdobyła medalu.

## Skład reprezentacji
| Zawodniczka    | Konkurencja        | Eliminacje | Eliminacje | Półfinał | Półfinał | Finał    | Finał   |
| Zawodniczka    | Konkurencja        | Rezultat   | Pozycja    | Rezultat | Pozycja  | Rezultat | Pozycja |
| -------------- | ------------------ | ---------- | ---------- | -------- | -------- | -------- | ------- |
| Yelena Ryabova | Bieg na 100 metrów | 12,27      | 41.        | NQ       | NQ       | NQ       | NQ      |